# فرودگاه تک‌بانده سیلیتو لیندو
فرودگاه تک‌بانده سیلیتو لیندو (به انگلیسی: Cielito Lindo Airstrip) یک فرودگاه همگانی است که یک باند فرود ماسه دارد و طول باند آن ۷۰۵ متر است. این فرودگاه در کشور مکزیک قرار دارد و در ارتفاع ۸ متری از سطح دریا واقع شده‌است.